# Batallón Ejército Argentino
Batallón Ejército Argentino (BEA) fue una unidad de esta fuerza que se desplegó en Eslavonia Occidental como parte de la Fuerza de Protección de las Naciones Unidas (UNPROFOR) entre 1992 y 1995. Su designación dentro de la misión era ARGBAT. Su constitución fue exclusivamente de personal integrante del Ejército de ese país.
Existieron ocho rotaciones de seis meses cada uno excepto la última que duró, aproximadamente, tres, contando con un efectivo reducido a la mitad. El batallón no comprendía la totalidad de la contribución argentina (ARGCON) en Croacia. Este país destacó oficiales al Cuartel General de Zagreb, al del Sector Oeste de Doljani (Daruvar), observadores militares en toda la misión y personal de Gendarmería Nacional (total 43 gendarmes) en UNCIVPOL (Policía Civil de Naciones Unidas).

## Antecedentes del conflicto que motorizaron el despliegue del batallón

### Guerra de Croacia
Los enfrentamientos graves en Croacia comenzaron en junio de 1991 cuando esa república se declaró independiente de Yugoslavia y los serbocroatas, apoyados por el Ejército Popular Yugoslavo (JNA), se opusieron a esta medida.
El 14 de agosto de 1991, los primeros choques abiertos ocurrieron en Eslavonia Occidental. A partir de entonces, la violencia se generalizó en toda la región. Desde el 19, el conflicto se extendió con las municipalidades de Pakrac, Daruvar, Grubišno Polje, Slatina, Daruvar y otros lugares, entre la policía croata y las Fuerzas de Defensa Territorial (TO) que toman posiciones en villas predominantemente serbias. En septiembre, la presencia de las tropas del JNA fue masiva, luchando del lado serbio para mantener a Yugoslavia unida.
Ante la ofensiva croata, el territorio bajo dominio serbio en Eslavonia Occidental sufrió una gran pérdida territorial a partir del 31 de octubre de 1991 hasta el alto el fuego del 3 de enero del año siguiente.

### Involucramiento de Naciones Unidas
La Organización de las Naciones Unidas se involucró activamente en Yugoslavia a partir del 25 de septiembre de 1991 cuando el Consejo de Seguridad, aprobó la resolución 713 (1991) expresando su preocupación por los combates en ese país y pidiendo a todos los Estados que implementen un "embargo general y completo sobre todas las entregas de armas y equipo militar a Yugoslavia".
El 8 de octubre de 1991, el entonces Secretario General Javier Pérez de Cuéllar nombró a Cyrus Vance, exsecretario de Estado de los Estados Unidos, como su Enviado Personal para Yugoslavia, quién inició gestiones para llegar a la solución de la crisis.
El 2 de enero de 1992, Vance convocó una reunión en Sarajevo entre representantes militares de la República de Croacia y del Ejército Popular Yugoslavo, en la cual el Acuerdo de Implementación sobre el alto el fuego incondicional fue firmado. Éste pasó a tener vigencia a las 1800 hs del día siguiente.
El 21 de febrero, el Consejo de Seguridad, en su resolución 743 (1992) estableció la Fuerza de Protección de las Naciones Unidas por un período inicial de 12 meses. El 7 de abril, el Consejo, en su resolución 749 (1992), autorizó el despliegue de la Fuerza.

#### Áreas Protegidas de Naciones Unidas (UNPAs)

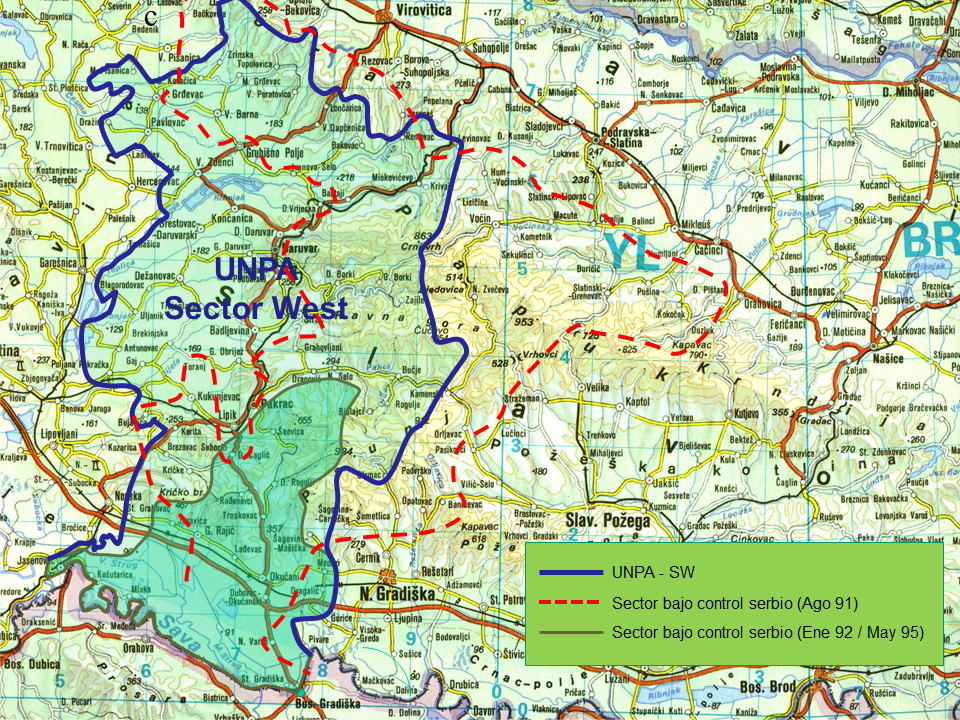
UNPA. Sector Oeste. 1992/5. Incluye sectores que fueron dominios serbios

Para llevar a cabo la misión, UNPROFOR fue desplegada en ciertas áreas de Croacia, designadas como Áreas Protegidas de las Naciones Unidas (UNPA). Siguiendo el Plan Vance, estas serían zonas de Croacia en las que el Secretario General consideraba que debían hacerse arreglos especiales durante un período provisional para lograr mantener una cesación del fuego duradera. Serían zonas en la que los serbios eran mayoría o constituyeran una importante minoría de la población, y en donde las tensiones entre las comunidades hubieran desembocado en conflictos armados. Los arreglos especiales referidos a esas zonas serían provisionales y no prejuzgarían los resultados de las negociaciones políticas para llegar a un arreglo de la crisis yugoslava.
Las UNPAs fueron tres: Eslavonia Oriental, Eslavonia Occidental y Krajina. La última fue dividida en dos por su tamaño por lo que se conformaron cuatro sectores: Este, Norte, Sur y Oeste.
El plan original de las Naciones Unidas (Plan Vance) en Croacia se basó en dos elementos centrales:
1. El retiro del JNA de toda Croacia y la desmilitarización de las UNPA.
2. El funcionamiento continuo, con carácter provisional, de las autoridades locales y la policía existentes, bajo la supervisión de las Naciones Unidas, en espera del logro de una solución política general a la crisis.[4]

#### Desmilitarización
La desmilitarización de las UNPAs fue uno de los determinantes más importantes para el cumplimiento del Plan Vance a través del repliegue de las unidades del Ejército Croata, del JNA y de las Defensas Territoriales Serbias (TO). Para ello, las unidades militares debían ser disueltas o replegadas. Para el caso de las TO, podían continuar recibiendo salarios de las autoridades pero no se les permitía usar uniformes ni armas. Estas últimas debían ser entregadas a las fuerzas de la JNA antes de su retiro o entregarlas a UNPROFOR. La desmilitarización también implicaba el retiro de las unidades paramilitares, voluntarias e irregulares o su disolución si residían en áreas protegidas por la Naciones Unidas.
Consecuentemente, se permitió la entrega de las armas que no se replegaran a depósitos bajo el "sistema de doble llave", bajo custodia del comandante local de Naciones Unidas y del presidente de la municipalidad donde el depósito se encontraba. Este permiso fue empleado por los serbios que pudieron tener el material cerca de sus unidades. Esta situación de no-guerra / no-paz que se vivió a partir de 1992 se fue deteriorando progresivamente hasta hacer eclosión en 1995.

## Contribución argentina
Argentina hizo su ofrecimiento de tropas a las Naciones Unidas desde el inicio de las tratativas de constituir una fuerza de paz. En enero de 1992, el embajador de ese país ante la organización, Jorge Vázquez, se reunió con el Secretario General, Butros Butros-Ghali, para hacerle el ofrecimiento.
A partir de entonces, en el territorio de la ex-Yugoslavia, la Argentina participó en las siguientes Organizaciones Militares de Paz:
- Fuerza de Protección de las Naciones Unidas (UNPROFOR) (ex Yugoslavia).
- Operación de las Naciones Unidas para el Restablecimiento de la Confianza (UNCRO). (Croacia)
- Fuerza de Despliegue Preventivo de las Naciones Unidas (UNPREDEP) (Antigua República Yugoslava de Macedonia, hoy Macedonia del Norte).
- Administración de Transición de las Naciones Unidas en Eslavonia Oriental, Baranya y Sirmia Occidental (UNTAES) (Croacia).
- Grupo de Apoyo de Policía Civil en Eslavonia Oriental (UNPSGES).
- Misión de Observadores de las Naciones Unidas en Prevlaka (Croacia).
- Misión de las Naciones Unidas en Bosnia y Herzegovina. (UNMBIH).
- Misión de Administración Provisional de las Naciones Unidas en Kosovo (UNMIK). (Serbia)

Asimismo, en el marco de la Organización del Tratado de Atlántico Norte lo hizo en:
- Fuerza de Estabilización (SFOR). Argentina contribuyo con un escuadrón de Gendarmería Nacional en Sarajevo (en la MSU) y oficiales del Ejército y Armada en el estado mayor de  la misión. Con el fin de SFOR en Bosnia, Argentina mantuvo una pequeña contribución en el marco de EUFOR (Operación Althea).[8]
- Fuerza de Kosovo (KFOR). Argentina aportó una compañía de ingenieros.

Para Eslavonia Occidental, el ofrecimiento argentino fue de un Batallón de Infantería y miembros de los Estados Mayores de la Fuerza y del Sector.
El 29 de febrero, el General argentino Carlos María Zabala, fue designado comandante del Sector Oeste (uno de los cuatro en que se dividió entonces la misión de paz) trasladándose a Daruvar a inicio del mes siguiente para iniciar con los reconocimiento, enlaces con las partes en conflicto y comenzando con el planeamiento para el arribo de los contingentes al sector de responsabilidad asignado En abril de 1992, las tropas de Naciones Unidas empezaron a llegar a las Áreas de Protección de las Naciones Unidas (UNPAs).

## Organización del Batallón
El batallón dependía directamente del comando del Sector Oeste que, inicialmente, tenía el puesto comando en Daruvar (Hotel Termal) y luego se trasladó al Polom Camp, antiguo cuartel del JNA.
El batallón estaba conformado por un Jefe y un Segundo Jefe, su Plana Mayor, cinco compañías de infantería, una compañía comando y otra servicios. Los vehículos de combate VCTP - TAM se encontraban inicialmente distribuidos en las compañías de infantería y luego fueron casi todos centralizados en una reserva (Compañía B).
Cada compañía poseía tres secciones de infantería y un grupo comando y servicios. Las compañía de infantería poseían un grupo morteros 81mm. En la Compañía Comando se organizaba una Compañía Morteros 120 mm.
Los jefes, que se rotaban cada seis meses junto con el contingente, fueron del grado de teniente coronel y coronel. El segundo jefe fue siempre un teniente coronel.

## Efectivos
La dotación de personal era proveniente las distintas unidades del Ejército Argentino que se concentraba regionalmente para su entrenamiento, el que finalizaba en Buenos Aires. Ese período duraba unos cuarenta días.
La cantidad de miembros fue similar en todas las rotaciones, excepto el la última que fue de la mitad ya que el despliegue se dio luego de la Operación Bljesak. Los datos disponibles son:
- BEA I: Efectivo orgánico 873. Tuvo tres muertos.[7]
- BEA IV: Efectivo orgánico 888 miembros entre los cuales había 15 oficiales jefes; 120 oficiales; 752 suboficiales y un capellán.[9]

### Rotaciones
Las rotaciones fueron las que siguen:
Bosnia y Herzegovina y Croacia (1992 - 1995)
- Batallón Ejército Argentino 1 (BEA 1): desde 18 de mayo de 1992.
- BEA 2: desde 1 de noviembre de 1992
- BEA 3: desde 31 de marzo de 1993.
- BEA 4: desde 15 de septiembre de 1993.
- BEA 5: desde 2 de marzo de 1994.
- BEA 6: desde 23 de agosto de 1994.
- BEA 7: desde 4 de febrero de 1995.
- BEA 8: desde 22 de julio hasta octubre de 1995 .

### Muertos

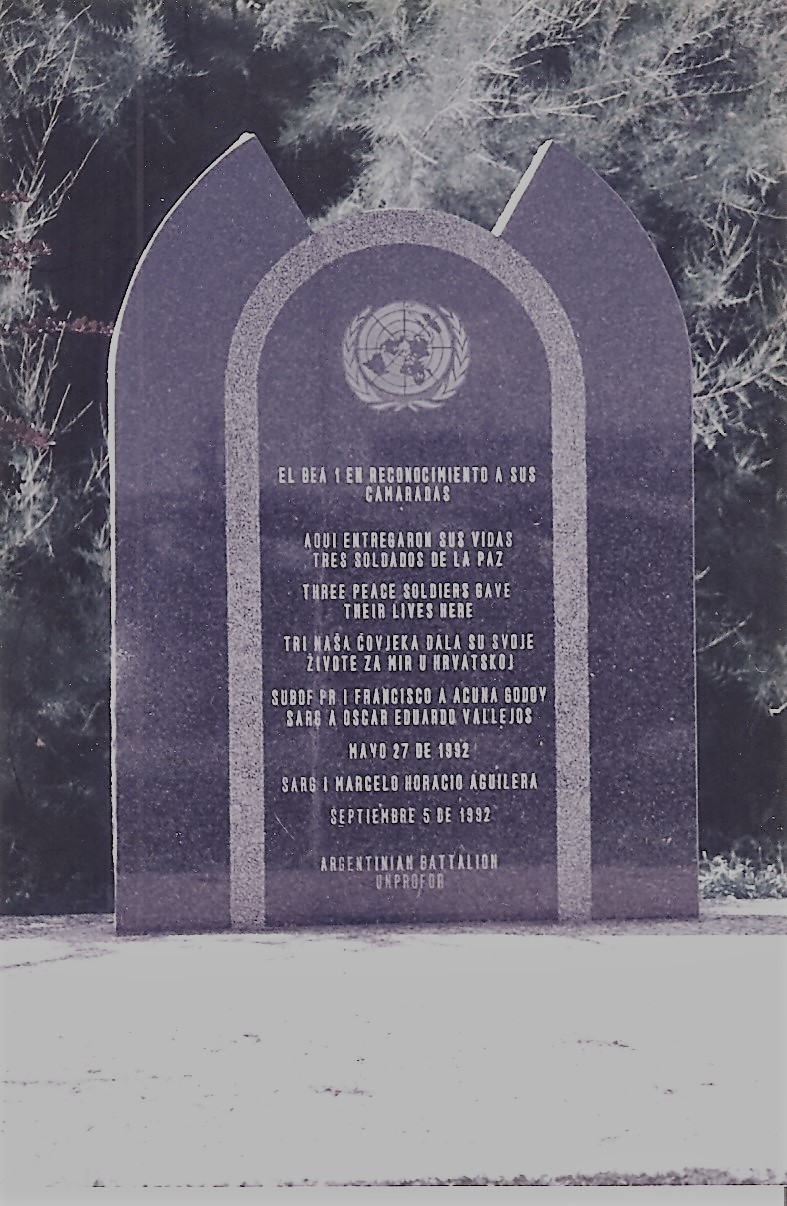
Placa conmemorativa muertos Ejército Argentino en Croacia. Emplazado en el año 1993 en un espacio verde de Grubišno Polje.

- El 27 de mayo de 1992, a raíz de un accidente vehicular en proximidades de Sibenik, murieron el suboficial principal Francisco Acuña y el sargento Oscar Vallejos.[7]
- El 5 de septiembre de 1992 falleció el sargento primero Marcelo Aguilera por motivo de las heridas producidas por un accidente.[7]
- El 16 de diciembre de 1993, en proximidades de Španovica, un jeep MB 230 G pisó una mina por la cual falleció el capitán José Rojas y perdió las dos piernas un suboficial.[10]
- El 3 de noviembre de 1995, murió el capitán Esteban Oscar Lioni por un accidente vehicular en Zagreb.[11]

### Heridos
- El 8 de septiembre de 1993 se produjo un herido durante un servicio de seguridad a un acto croata en honor a 20 muertos en Kusonje al explotar una mina que dejó tres muertos y 11 heridos, uno de ellos miembro del ARGBAT.[12]
- En el mes de noviembre de 1993, una patrulla en Jakovci que avanzaba a pie activó una trampa dejando a un miembro del ARGBAT con heridas de consideración y otro con escoriaciones.[9]
- El 16 de diciembre de 1993, en proximidades de Španovica, un jeep MB 230 G pisó una mina por la cual fallece el oficial a cargo y pierde las dos piernas un sargento primero.[10]

## Dispositivo

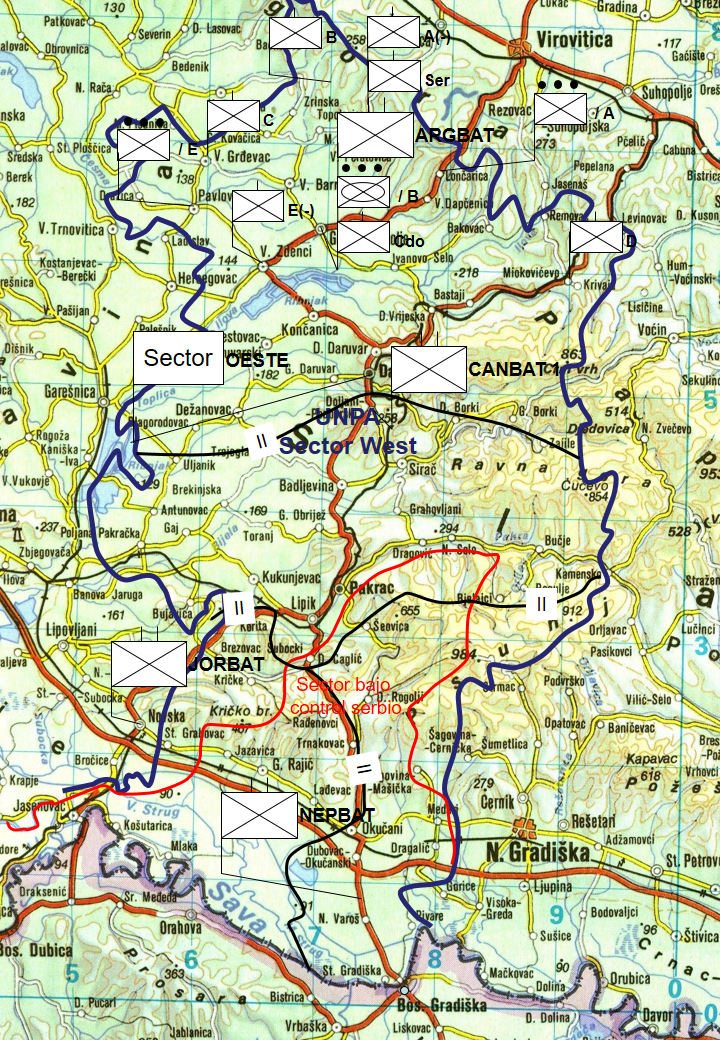
Ubicación de las compañías del BEA en mayo de 1992.

La zona de responsabilidad de UNPROFOR en Eslavonia Occidental era conocida como Área de Protección de Naciones Unidas - Sector Oeste (u Occidental) (UNPA-SW). Esta fue una de las cuatro en las que, siguiendo el Plan Vance, se sectorizó los lugares donde la minoría serbia era importante y debían ser desmilitarizados.
Para el año 1992, la UNPA - SW fue dividida en cuatro subsectores de responsabilidad:
- Batallón Argentino (ARGBAT): norte del dispositivo. Municipios de Grubišno Polje y Daruvar. Puesto comando en Grubišno Polje.
- Batallón Canadiense (CANBAT 1): centro del dispositivo. Municipio de Pakrac. Puesto comando en Polom Camp (Doljani)
- Batallón Nepalés (NEPBAT): sudeste del dispositivo. Incluía Okučani y Stara Gradiška. Puesto comando en Pustara, unos cuatro kilómetros al sur de Okučani.
- Batallón Jordano (JORBAT): sudoeste del dispositivo. incluía Jasenovac.[13] Puesto comando en Novska.

La evolución de la situación tanto en Croacia como en Bosnia y Herzegovina obligó a un redespliegue de los distintos batallones comprendidos en el Sector Occidental:
1. En el invierno de 1992, una sección de VCTP - TAM fue envidada puente sobre el río Sava en apoyo del Batallón Nepalés allí estacionado ante la afluencia de gran cantidad de refugiados desde Bosnia. En el mismo período, la reserva mecanizada fue enviada a Polom Camp como medida para estar más adelantada ante un eventual necesidad.[7]
2. El 25 de abril, una compañía dio seguridad al acto conmemorativo de liberación del campo de concentración de Jasenovac.[7]
3. En junio de 1993, dos compañías del ARGBAT fueron enviadas a Glina (Sector Norte) en reemplazo del batallón Nigeriano. El contingente de 235 hombres se hizo cargo el 15 de junio del área[7] hasta que fue reemplazados por el FREBAT 1 a inicios de septiembre y enviados de regreso.
4. En julio de 1993, parte del CANBAT 1 fue trasladado al Sector Sur como consecuencia de la situación del Dique de Peruca. El 9 de septiembre finalizó el movimiento del resto del batallón.Ubicación de las compañías del BEA en marzo de 1994

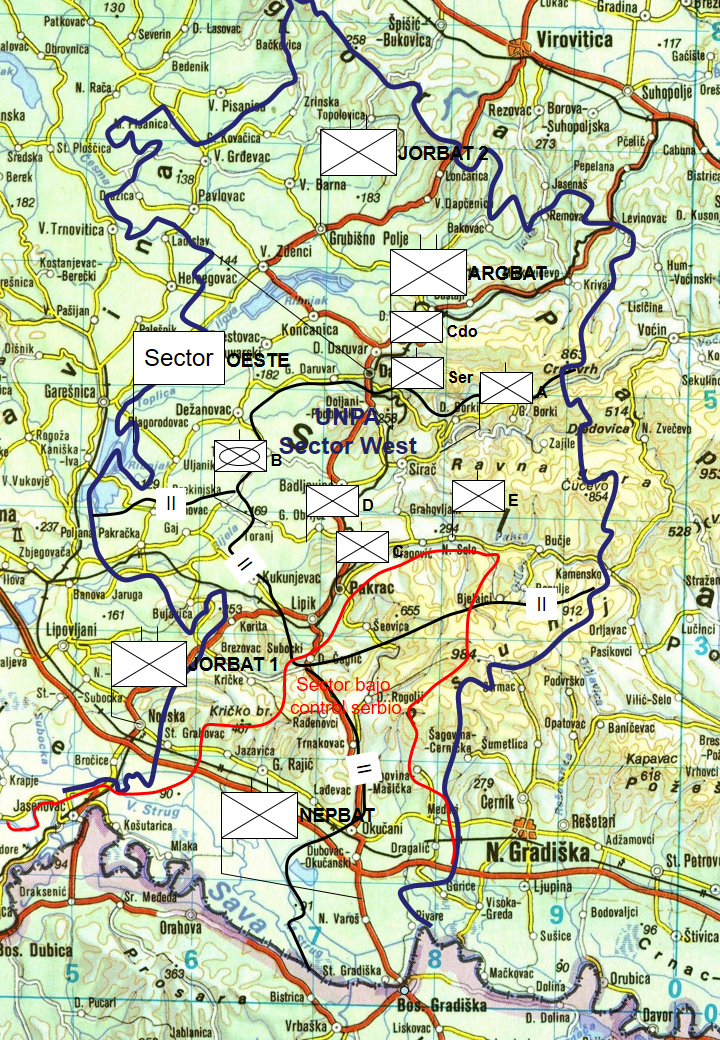
Ubicación de las compañías del BEA en marzo de 1994

5. El 26 de agosto de 1993, el Batallón Argentino finalizó su traslado que le había sido ordenado el 8 de ese mes mediante el cual debía ocupar la zona de responsabilidad del CANBAT 1.[7][14] El 11 de agosto ya había sido trasladado su puesto comando a Polom Camp.[9]
6. En noviembre de 1993 arribó el JORBAT 2, pasando a tener su subsector de responsabilidad al norte de la UNPA.[7] De esta manera, el ARGBAT (BEA IV y mayor parte BEA V) debió pasar a cubrir:[9]
  - (6) bases mayores: base del PC de Batallón y Compañías Comando y Servicios (Polom Camp); base de Compañía A (Bijela), Compañía B (Toranj), Compañía C (Pakrac - base Hotel), Compañía D (Batinjani) y Compañía E (Španovica).
  - (5) bases de sección: base Casa Serbia (Gavrinica, perteneciente a la Compañía C); base Hospital (hospital de Pakrac, sector antiguo. Dos secciones); base Donjia Šumetlica (Compañía E); base Bučje (Compañía A); base Lipik (una sección de la Compañía D).
  - (2) bases de sección para control de dos magazines[nota 8] con armamento de las TO: base Brusnik (Compañía E); base Šeovica (Compañía C).
  - (2) Check Points de ingreso a la UNPA: WA 11 y WA 16 (Bučje).
  - Puestos observatorios (OP) permanentes de control de la línea de cese al fuego (LCF): OP 2 (Donji Čaglić); OP 3 (Bukovčani); OP 4 (Kalvarija); OP 5; OP 6.
  - Puestos observatorios transitorios de control de la línea de cese al fuego: OP 7 y OP 8.
  - Check Points próximos a la LCF: WA 1 (Subocka) (posteriormente pasa al sur de Španovica); WA 12 (Donji Čaglić); WA 13 (Bukovčani); WA 14 (cruce a Gavrinica[nota 9]); WA 15 (Dragović).
7. En marzo de 1994 el JORBAT 2 se retiró del Sector. Ello motivó que su área de responsabilidad sea cubierta por una compañía estructurada sobre la base de secciones de los restantes batallones hasta el mes de julio de 1994 cuando es reemplazada por la compañía argentina orgánica que se encontraba en el sector Lipik - Batiniani. Su puesto comando se ubicó en Grubišno Polje. Desde marzo de 1994, solo tres batallones de infantería permanecieron en el sector (ARGBAT; JORBAT 1; NEPBAT), al que se le debía sumar un batallón de ingenieros eslovaco en Lipik, en apoyo general de la misión.

## Jefes
La nómina de jefes es:
- BEA 1: Coronel Luis Hilario Lagos.
- BEA 2: teniente coronel Miguel Ángel Moreno.
- BEA 3: teniente coronel Roberto Bendini.
- BEA 4: teniente coronel Carlos T. Maceda.
- BEA 5: teniente coronel Domingo J. Machado.
- BEA 6: teniente coronel Gustavo Anschutz.
- BEA 7: teniente coronel Héctor Pugliese.
- BEA 8: teniente coronel Daniel Oscar Camponovo.

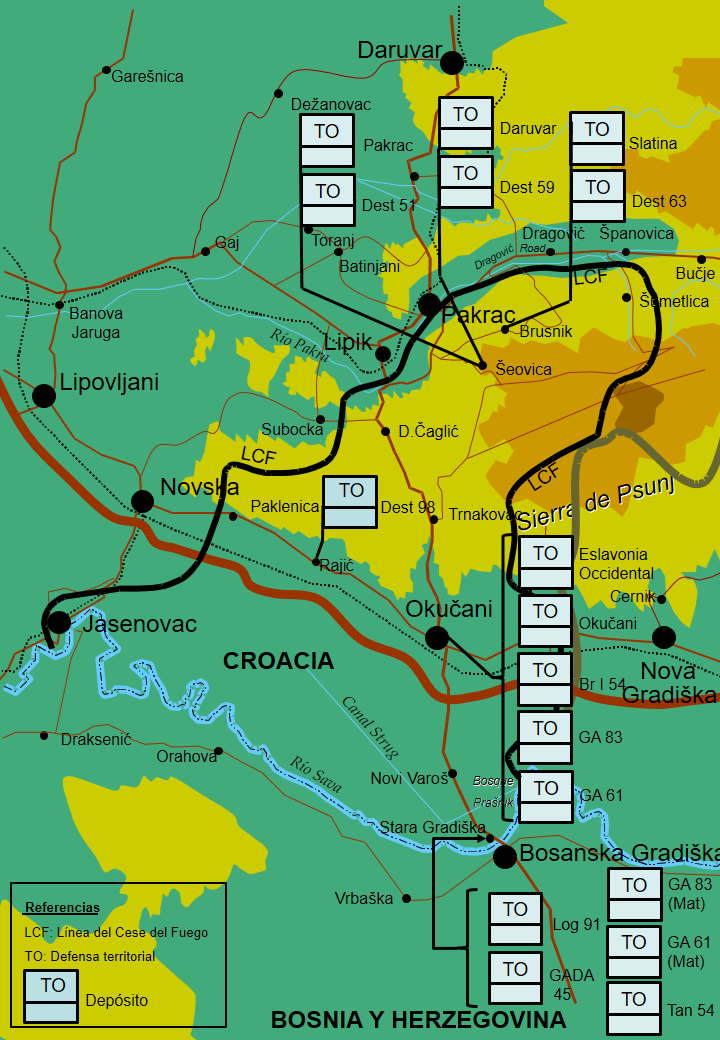
Depósitos de armamento de tropas desmovilizadas en Eslavonia Occidental

## Hechos destacados
El 9 de marzo, asumió en Campo de Mayo (Escuela de Suboficiales para Apoyo de Combate General Lemos) como Jefe del Batallón Ejército Argentino el Coronel Luis Hilario Lagos. A los tres días, este coronel partió hacia Belgrado junto con seis oficiales jefes para realizar reconocimientos y planeamiento. El 23 debió presentar sus conclusiones al General Carlos María Zabala.
El 29 de abril, el presidente de la República, Carlos Saúl Menem, despidió al batallón en Campo de Mayo. El primer contingente del Batallón Ejército Argentino (BEA I) partió hacia Belgrado el 7 de mayo de 1992; el 12 de mayo arribó el segundo grupo y el 13 ambos contingentes partieron desde la capital de la ex Yugoslavia hacia Eslavonia Occidental. El tercer y cuarto contingente salieron de Buenos Aires el 14 y 15 de mayo y el 18 de mayo el BEA I completó su despliegue inicial. En esos días arribaría el buque ARA Cabo de Hornos con el material pesado al puerto montenegrino de Bar.
En junio / julio se hizo el repliegue de las fuerzas militares fuera del subsector argentino. El 6/7 de julio, el general Zabala asumió el control total y responsabilidad de la seguridad del sector. A partir de entonces, el BEA impedía el acceso de personal militar a la UNPA involucrándose así de lleno a su misión operacional.
El 31 de marzo de 1995, el Consejo de Seguridad de las Naciones Unidas decidió reestructurar UNPROFOR, reemplazarla por tres operaciones de mantenimiento de la paz separadas pero relacionadas entre sí. Entonces, el segmento correspondiente a Croacia pasó a denominarse UNCRO (United Nations Confidence Restoration Operation), manteniendo la división en sectores y permaneciendo operacional hasta enero de 1996.

### Proceso de desmilitarización del Sector

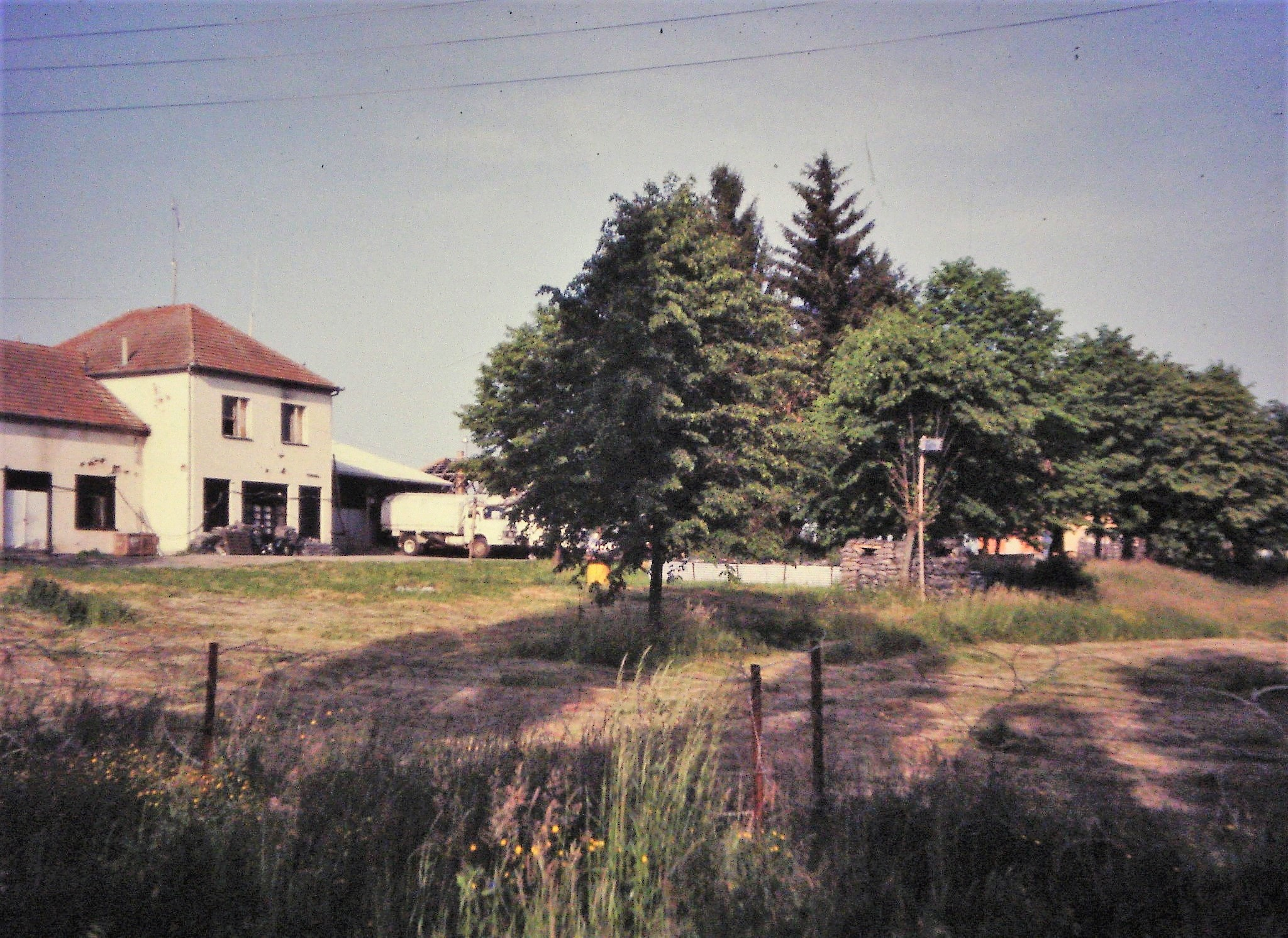
Batinjani (Pakrac). Base de la Compañía D en mayo de 1994.

El programa de desmilitarización aprobado por el general Carlos María Zabala y acordado con las fuerzas en presencia indicaba que replegarían a 30 km las armas de artillería, morteros y tanques; a 10 km los vehículos mecanizados y las ametralladoras y a 5 km las armas de infantería. En la UNPA, solo la fuerza policial podía estar presente con armas cortas. Ante tal situación, los croatas decidieron retirar sus tropas. Las autoridades de la aún República Federativa Socialista de Yugoslavia decidieron la transferencia de miembros del JNA nacidos en el territorio de Croacia a la fuerza serbia que permanecería. Complementariamente, el Estado Mayor de las Fuerzas Armadas Yugoslavas ordenó el 11 de mayo al comando del 5. Cuerpo JNA, la primera transferencia de unidades del JNA a guarniciones en Serbia.

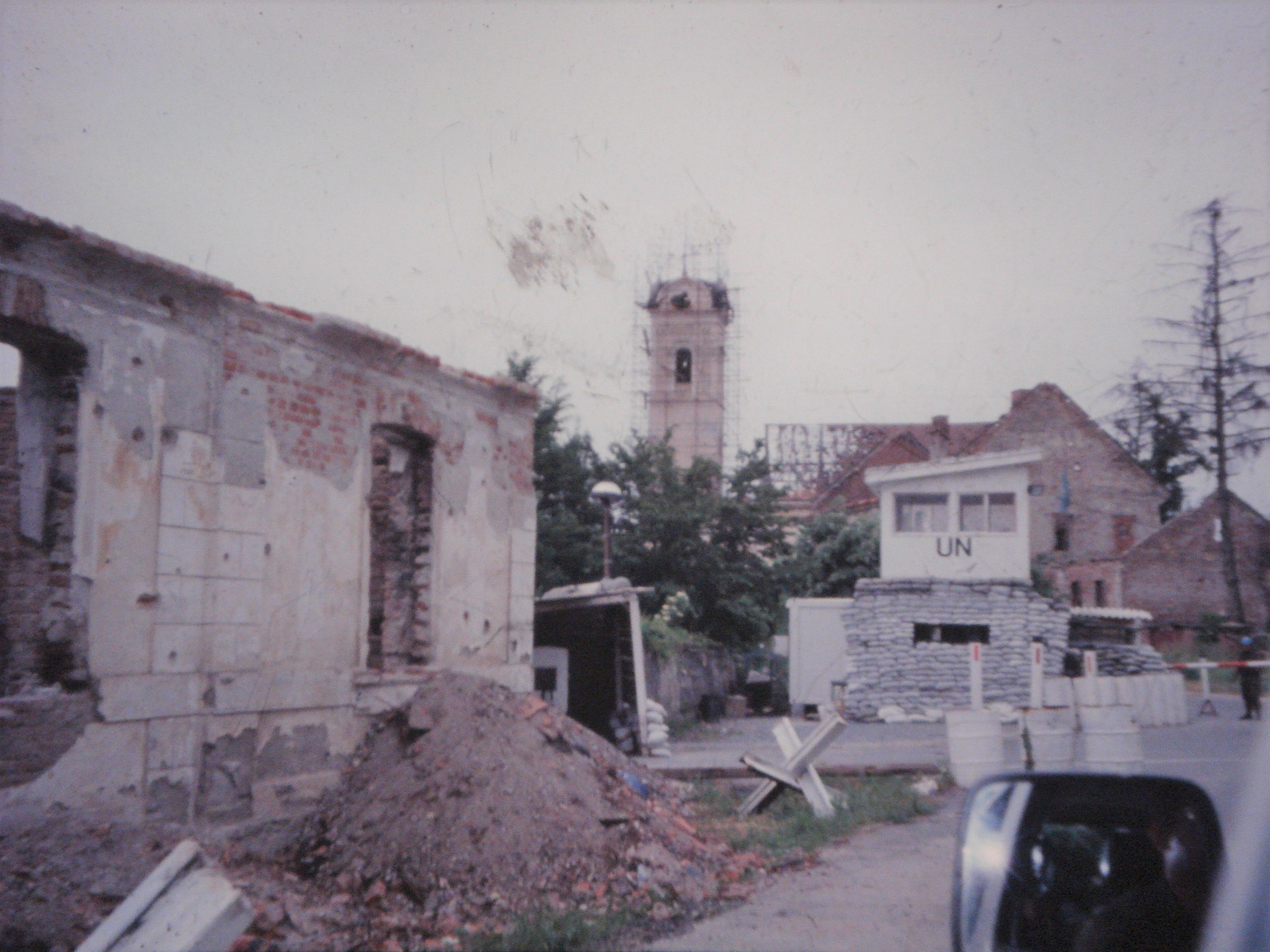
Pakrac. Check Point WA 14. Julio de 1994.

De acuerdo a los planes formulados por el JNA, después de su retirada, la milicia de la RSK (PJM) asumiría la responsabilidad del control y la protección del área bajo dominio serbocroata junto con las fuerzas de UNPROFOR. A partir de entonces, se debía llevar a cabo el depósito de armas en determinados almacenes (magazines), "cuidando de que todos los combatientes supieran dónde estaban sus armas". Solo se mantendrían las estructuras de comando que debían hacer arreglos con la Policía Especial sobre la transferencia de la responsabilidad del control y la protección del sector.
El 17 de junio de 1992, el comando de 1. Cuerpo de la Krajina (1.KK consistente en el 5. Cuerpo JNA pero renombrado y recientemente dependiente del VRS), ordenó concretar la desmilitarización prevista de la Eslavonia Occidental a partir del 20 replegando sus unidades a Bosnia. Ese día, el comando TO de Eslavonia Occidental prohibió a sus integrantes el uso de uniforme militar
Una vez ejecutado el repliegue de las fuerzas en presencia, las tropas de UNPROFOR mantendrían la desmilitarización a través de una combinación de puestos de control permanente y móviles, puestos de observación y patrullas. Asimismo se establecieron enlaces con las autoridades civiles y militares. Durante el proceso de desmilitarización, el batallón conformó seis equipos de enlace en apoyo al comandante de sector para establecer los contactos con los comandantes de los bandos en presencia.

### Posturas ante la presencia de UNPROFOR y relación con la población local

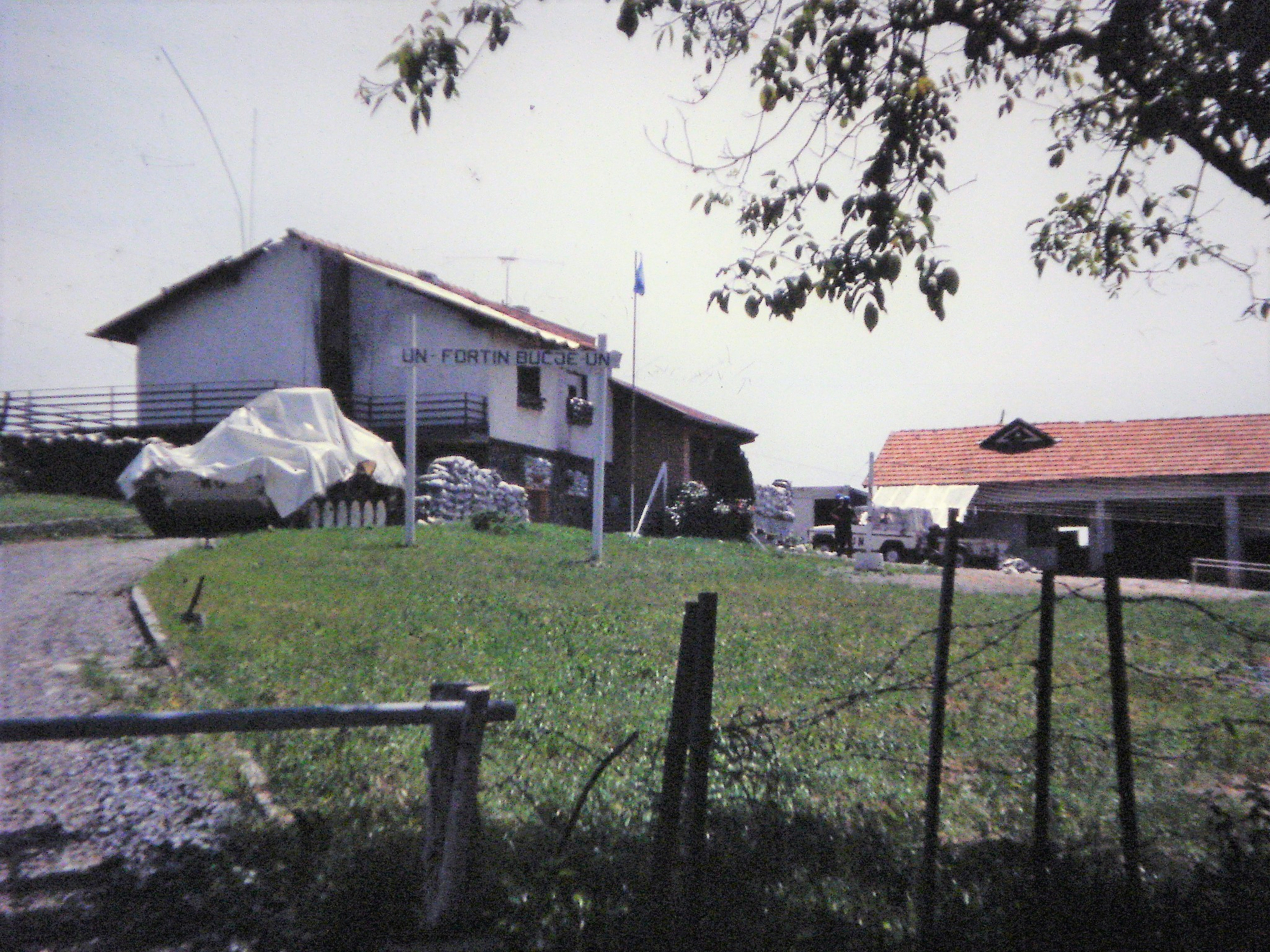
Base de Sección en Bučje operada por la Compañía A del BEA.

Los dos contendientes estaban en contra de la presencia de Naciones Unidas pero por razones distintas. Los serbocroatas querían mantener el statu quo pero sin presencia de ninguna organización internacional. Conforme pasaba el tiempo, percibían que los acuerdos internacionales (como la migración de UNPROFOR a UNCRO) los perjudicaba sensiblemente pues reconocía a su territorio como parte de Croacia. Por el otro lado, los croatas pensaban que la falta de avance en las negociaciones que UNPROFOR dilataba la paz duradera en su país. Sin embargo, ambos sacaban provecho de la situación: los serbios lo veían como una primera línea defensiva mientras que a los croatas le daba tiempo para reorganizar sus fuerzas armadas a retaguardia.
Las relaciones de la población con los contingentes militares de los distintos países presentes fueron variadas. Según la opinión de fuentes croatas, la relación más correcta de los croatas fue con los argentinos. La peor con las fuerzas croatas y la población fue con los canadienses por la percepción de apoyo a los serbios.

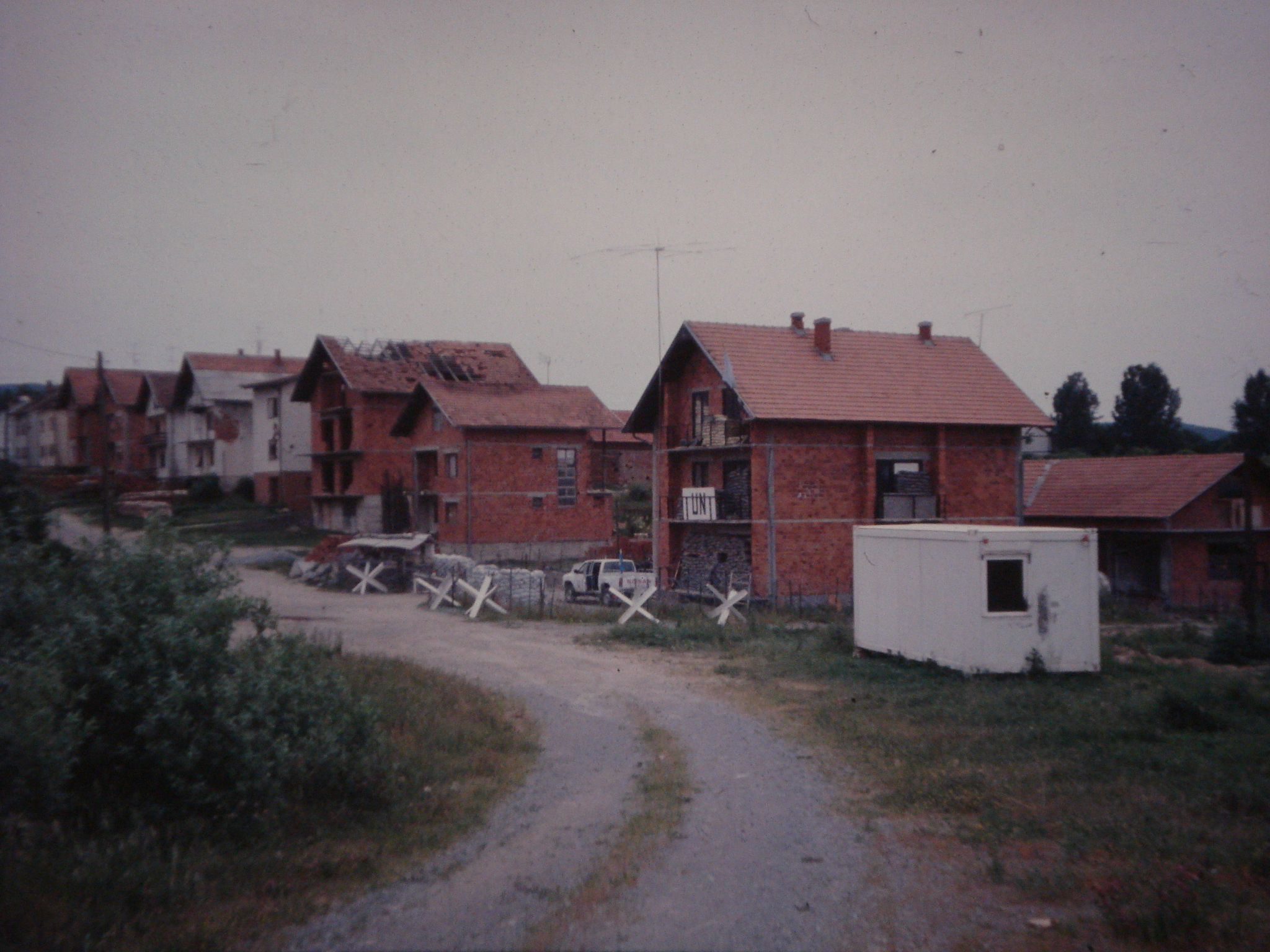
Base UNPROFOR denominada Casa Serbia (Serbian House). Barrio Gavrinica de Pakrac. Año 1994.

La relación de las tropas serbias con UNPROFOR, en general y en lo formal, era buena. Tuvo diversas alteraciones producto del cambio de la situación política en la RSK y la desconfianza. Luego de la desmovilización, las tropas de Naciones Unidas eran vistas como garantía de seguridad. En varios aspectos, los mandos las veían como una carga y una pérdida de libertad de acción.
Debido al enfrentamiento con el Ejército Croata en la Operación Maslenica y en el embalse de Peruča en el sur de Croacia, las fuerzas del SVK comienzan a desconfiar de la habilidad de UNPROFOR para brindarles seguridad. Sin embargo, la orden que tenían sus tropas era mantener una buena y cooperativa relación. Posteriormente, la percepción pasó a ser que el objetivo de UNPROFOR era la pacificación y no la defensa del sector bajo dominio serbio. Ello los llevó a cambiar su postura en cuanto a su desmovilización a inicios de 1993 dado que no había sucedido lo mismo en la contraparte croata como lo indicaban los incidentes del 8 de agosto de 1992 en Bok Jankovca (Bosnia, Republika Srpska) y en el sur de la zona dálmata.
En ese contexto, fue afectada la relación del ARGBAT con el sector serbio. Las tropas argentinas apreciaron una desconfianza inicial de las tropas serbias que se debía a razones históricas por la presencia de emigrados croatas en ese país luego de la Segunda Guerra Mundial. Sin embargo, reconocieron que la población serbia nunca le fue hostil y que sus mayores inconvenientes fueron ocasionados por la policía croata que puso trabas permanentes y trató de ocasionar molestias a los miembros del ARGBAT de Lipik y Pakrac. En el terreno, la relación era profesional.
Debido a la presencia de fracciones argentinas en la parte oriental del territorio del municipio de Okučani y el puente sobre el río Sava en Stara Gradiška, y ante la presunción de su relevo, los serbios elevaron una carta al comandante del Sector el 2 de diciembre de 1992 señalando que no existían razones objetivas para su presencia y que un eventual reemplazo de Nepal con el Batallón Argentino traerá grandes problemas.
En un mensaje interno, el comando del 18.º Cuerpo de febrero de 1993 señaló que: "las tropas de Naciones Unidas en el área bajo el propio control [serbio], especialmente las fuerzas canadienses y argentinas, nos hacen hacer cosas que no les hacen hacer a los croatas. Ello no toman armas al lado Ustacha y no llevan a cabo brutales requisas como en nuestro territorio. El sector civil de UNPROFOR no hizo nada en el pasado año. La gente cree que el sector está trabajando exclusivamente para Croacia".
Otro mensaje del mismo Comando de Cuerpo de abril de 1993 manifestó: "nosotros exponemos todo a la inteligencia enemiga, los Ustachas, a través de los miembros de UNPROFOR, especialmente los contingentes canadienses y los argentinos.
Sin embargo, el relevo de la compañía argentina con responsabilidad en Lipik - Donji Čaglić motorizó una solicitud escrita del comandante de la brigada SVK 51, TC Stevo Harambašić al jefe del BEA, para que permaneciera en el lugar por ser de confianza de la población civil y garantía que no habría avances croatas en el lugar
El informe realizado por la Comisión Investigadora por la Caída de Eslavonia Occidental en mayo de 1995, constituida por al RSK, señaló que las tropas jordanas cooperaron abiertamente del lado croata cediendo sus posiciones y algunos de sus materiales. El JORBAT replegó su personal hacia Novska. El NEPBAT actuó aceptablemente permitiendo el retiro del material del magazine de Stara Gradiška. Los miembros del ARGBAT se pusieron abiertamente del lado croata: su rol negativo fue aparente durante las negociaciones para la rendición de la Brigada 51 (Pakrac).

### Principales incidentes
- El 21 de mayo de 1992, durante el cruce de la LCF[nota 12] en Osijek (Eslavonia Oriental) de dos VCTP que marchaban desde Belgrado a Grubišno Polje recibieron fuego de artillería que mató e hirió a civiles que se habían acercado a saludar el paso. El personal argentino auxilió a los heridos.[7]
- El 10 de octubre, se hizo una escolta de unas 40 personas de origen serbio desde Gornji Rajić a Grubišno Polje y zonas aledañas a Daruvar a comprobar el estado en que se encontraban sus viviendas. Se desarrolló una protesta de los croatas en vehículos y agresiones verbales. El día siguiente se registraron un total de seis atentados con explosivos cuyos dueños eran serbios.[7]
- El 24 de octubre, miembros del batallón participación de otra operación "programa de visitas" de serbios que huyeron durante la guerra y que quisieron visitar sus antiguas viviendas. Durante la visita, los serbios fueron hostilizados. Casas cercanas de dueños serbios fueron voladas. Se produjeron amenazas contras tropas argentinas por lo que se debió movilizar dos VCTP ante unos 50 croatas armados que se concentraron frente al PC del BEA. Con ayuda de la policía local se dispersó a los manifestantes.[7]
- La ofensiva croata iniciada el 22 de enero de 1993 (Operación Maslenica) en el área de Zadar, alteró significativamente la situación en la RSK. Ello provocó que las milicias serbias en el resto de la RSK irrumpieran en almacenes con armas pesadas colocadas allí bajo el plan de mantenimiento de la paz, lo que no sucedió en sector Oeste.[4] Debido al temor de una invasión croata al sector, el CANBAT 1 puso en marcha la Operación Backstop para asegurar la autopista Zagreb - Lipovac con el apoyo del general Zabala. Durante 72 horas los canadienses reforzaron el sector nepalés y preparó explosivos para volar el puente del Sava si el Ejército de la República Srpska (VRS)[nota 13] intentaba entrar en la lucha. Por su parte, los serbocroatas se movilizaron e intentaron recuperar sus armas de los distintos almacenes mientras que los croatas avanzaron sobre la línea de demarcación de la UNPA. Zabala y el coordinador de asuntos civiles, Gerald Fisher, a través de negociaciones lograron desandar la situación local.[31] Durante esas circunstancias fue cuando Goran Hadžić, Presidente de la RSK, ordenó retirar los tanques que estaban bajo custodia de UNPROFOR en Stara Gradiška y atacar Nova Gradiška y Novska. Ante la presión del líder local, Veljko Džakula y de Naciones Unidas, retiró la orden.[32] Esta situación provocó la movilización de la reserva mecanizada del ARGBAT junto con el CANBAT1 como efecto disuasorio. Del lado croata, fueron la causa de mayor cantidad de fricciones e incidentes con los serbios que hicieron una parcial movilización, volvieron a vestir uniformes pero sin tomar las armas de los depósitos. Las zonas pactadas de 5, 10 y 30 km había cambiado y existían permanentes violaciones. Los observadores no podían entrar en las mismas.[9]

- Ataque el 5 de agosto de 1993 en la aldea de Grahovljani matando a cuatro policías e hiriendo un número similar. El ARGBAT reforzó su presencia en la zona de Dragović con intención de hacer cumplir el mandato en el lugar. A fines de agosto, imponen el retiro a los croatas de todos los puestos policiales no autorizados en el sector en 72 horas. Mientras tanto, los argentinos incautaron cualquier arma no autorizada que encontraron. Lo mismo hicieron con los serbios. Debido a su inacción, también les incautaron las armas.[33]
- El 4 de septiembre, el batallón argentino reunió tres compañías de infantería mientras que retuvo una cuarta canadiense como reserva. El 1 de septiembre, personal del ARGBAT visitó cada puesto observatorio serbio diciéndoles que debían retirarse. La noche del 3 de septiembre, fueron contadas las líneas de comunicaciones de los puestos serbios. Un VCTP con diez hombres fueron enviados a lo largo de cada camino a un puesto o base serbia para bloquear los refuerzos. En las primeras horas de la mañana del 4 de septiembre, los argentinos se apoderaron de todas las armas en los puestos y los enviaron a los magazines próximos.[nota 14] Las acciones se completaron a las 0800. Aunque jefes serbios protestaron, nunca tomaron alguna acción contra las fuerzas de Naciones Unidas en el Sector Oeste. Cabe señalar, sin embargo, que no se inició ninguna acción contra las fuerzas serbias en las áreas de los batallones de Nepal o de Jordania.[33]
- El 8 de septiembre de 1993, en Kusonje, en proximidades de la línea de cese al fuego, explota un artefacto explosivo. El hecho sucedió durante un acto para rendir homenaje a los muertos en la emboscada de dos años antes, en el momento de colocar las coronas, matando a tres personas e hiriendo a once. Un miembro de Naciones Unidas es herido levemente.[34]
- De enero a septiembre de 1993, el batallón contabilizó 22.343 violaciones al cese al fuego y 287 explosiones de todo tipo.[9]
- El 10 de octubre, una patrulla holandesa ingresó en un campo minado en el sector de la compañía E. Uno de ellos muere mientras que el otro sufrió heridas de consideración. El teniente primero Livio Gratton y el Sargento Ayudante Pablo Leguizamón ingresan al campo minado en su rescate poniendo en peligro su propia vida. Por el hecho, ambos reciben la condecoración al mérito militar.[9]
- El 16 de diciembre, un vehículo en actividad de reconocimiento pisó una mina antitanque muriendo el Jefe de Compañía E (Capitán Rojas) e hiriendo a un suboficial.

- El 18 de febrero de 1994, a las 0800, 40 miembros de la Policía Especial del Ministerio del Interior, provenientes de fuera de la UNPA junto con sus pares locales, ocuparon el puente de Stara Gradišca pasando a dominar el puesto de control de UNPROFOR (NEPBAT) del lugar. El personal de Naciones Unidas no proporcionó resistencia y fue enviado con su armamento a la base de Pustara. La exigencia serbia era que en dicho puesto sea personal de la RSK la que controla el paso de personas y vehículos, mientras que los miembros de la UNPROFOR solo controlen la corrección de sus acciones y el respeto a las normas vigentes de entrada en la zona de la UNPA.[35] La acción fue inconsulta con el comando del 18 K. SVK. Como consecuencia, el comando de sector trasladó al lugar tropas de diversos sectores a los efectos de realizar acciones de demostración.[36]
- En marzo de 1994, dos croatas ingresan a Bukovčani (norte de Lipik) dentro de un vehículo del ARGBAT que se había perdido. Tropas serbias abren fuego sobre el vehículo.[37]

- A principios de julio de 1994, los croatas expulsados de territorios bajo control serbio bloquearon tres cruces entre el territorio libre y la RSK que eran empleados por UNPROFOR (Subsectores de Pakrac y Donji Čaglić).[38]

## Finalización de la misión

### Operación Ofensiva Croata
La migración de UNPROFOR a UNCRO no cambió las misiones del Batallón ni su despliegue o ubicación geográfica. Sin embargo, el cambio de mandato creó nuevas tensiones en la parte serbia. El sector sudeste de la línea general Lipik – Pakrac, estaba defendido por la Brigada 51 del SVK al mando del Teniente Coronel Stevo Harambašić.
En el marco del Acuerdo Económico que permitía a los serbios efectuar compras en sectores croatas próximos y a los croatas emplear la autopista Zagreb - Lipovac, en el mes de abril de 1995, se sucedieron incidentes que provocarían el reinicio de las hostilidades en Eslavonia Occidental. El día 28, un civil serbio fue apuñalado en una estación de carga de combustible próxima a Nova Gradiška, fuera de la UNPA. Esa noche se desencadenaron una serie de hechos sangrientos sobre la autopista en venganza a lo sucedido, resultando en la muerte de cuatro civiles croatas, dos heridos y cinco rehenes, más la clausura de la autopista Zagreb - Lipovac por parte de los serbios. El 29 y 30 de abril se continuaron las negociaciones infructuosas de UNCRO para intentar abrir el paso
El 30 de abril, a las 1115 el Batallón Argentino informó ejercicios de la policía croata en proximidades de Novi Majur. Asimismo, informó inusual movimiento de personal policial en Daruvar y Grubišno Polje incluyendo vehículos de transporte a rueda. A las 0230 del 1 de mayo, el general Argentino Carlos Matalón, a cargo del Sector Oeste, recibió un parte proveniente del Comando de la Zona Operacional Bjelovar informado que habrá un ataque masivo croata. A las 0430, el Segundo Comandante de UNPROFOR, ordenó que las fuerzas de UNCRO se debían retirar a sus bases. El 1 de mayo a las 0530 los croatas iniciaron la Operación Bljesak poniendo bajo su dominio todo el territorio que estaba bajo poder serbio.
Es día no hubo operaciones de importancia en el subsector. A la tarde del día siguiente, los croatas habían ocupado Donji Čaglić, Kovačevac y Bjelanovci quedando abierta la ruta a la localidad de Okučani. Esa situación provocó que sea la 51 Brigada la única fuerza que permanecía combatiendo totalmente rodeada.
El 02 a las 1500 horas, el comandante del 18. Cuerpo le impartió a Stevo Harambašić la orden que debía entregar las armas a las fuerzas de UNCRO. A las 1830, en una reunión del mencionado militar con el Comandante del UNPA-SW, el vice primer ministro del Interior Croata y el líder político de Gavrinica (Veljko Džakula), se acordó un cese al fuego y la entrega de armas pesadas (24 Hs) y de livianas (5 días) a UNCRO.
Durante el día 03 continuó el fuego de morteros y armas livianas desde el lado croata pero con menor intensidad. El 4 de mayo UNCRO convocó una reunión para las 1400 intentando evitar un ataque croata que se avecinaba. A las 1350 se reinicia el ataque. A las 1515, Harambašić y Dzakula ofrecieron la rendición incondicional a personal del BEA.
A las 1900, el HV da por finalizada la operación declarando que la rendición era de 1500 enemigos.

### Operación Pasaje Seguro
Posteriormente, en negociaciones mantenidas entre UNCRO y las autoridades croatas, los dirigentes de la RKS solicitaron que se diese a las personas que habían permanecido en la zona luego de la Operación Bljesak, calculadas entre 3.000 y 4.000, la oportunidad de abandonar Eslavonia Occidental y unirse a los otros refugiados en el territorio de Bosnia y Herzegovina controlado por los serbios. Naciones Unidas accedió a esa petición e inició el programa denominado "Operación Pasaje Seguro", que se enmarca en el Acuerdo de Cuatro Puntos de Cesación Completa de las Hostilidades. Para ello se informó a los serbios que todavía viven en el Sector de su derecho a permanecer en él, y el Gobierno de Croacia les dio plenas garantías de que sus derechos, incluido el derecho a la ciudadanía de la República de Croacia, se respetarían plenamente. No obstante, durante el mes de mayo centenares de serbios residentes en el Sector Oeste pidieron ser incluidos en el Programa. A comienzos de junio más de 2.000 habían partido a Bosnia y Herzegovina controlado por los serbios. En julio, en el Sector no quedaban más de 1.000 personas en esas condiciones. La "Operación Pasaje Seguro” permitió transportar más de cuatro mil personas.
El destino de los refugiados fue, mayormente, la zona de Bania Luka y la propia Serbia. Otro grupo marchó a Eslavonia oriental (unos 5000) y una pequeña parte al resto de la Krajina (500). Se provocaron así incidentes en los lugares de destino y limpieza étnica de los no serbios con el objeto de obtener lugar para los recién llegados.
Dada la inutilidad de su presencia, en agosto comenzó el repliegue de UNCRO. La participación argentina, que culminó en octubre de 1995, cuando, debido a una reestructuración de las áreas, la misión redujo sus efectivos y el BEA 8 fue replegado a la Argentina. La misión terminó oficialmente el 30 de noviembre de 1995.